# (34795) 2001 SB34
2001 SB34 (asteroide 34795) é um asteroide da cintura principal. Possui uma excentricidade de 0.11536530 e uma inclinação de 1.32753º.
Este asteroide foi descoberto no dia 16 de setembro de 2001 por LINEAR em Socorro.